# 3020 Naudts
3020 Naudts este un asteroid din centura principală, descoperit pe 2 august 1949 de Karl Reinmuth.